# Astathes cupripennis
Astathes cupripennis là một loài bọ cánh cứng trong họ Cerambycidae.